# Pamirorea
Pamirorea là một chi bướm đêm thuộc họ Noctuidae.